# Maistaller See
Der Maistaller See war ein See im Bezirk Kufstein im Gemeindegebiet von Langkampfen in der Nähe von Kufstein in Tirol. Der See verlandete seit dem Mittelalter zunehmend und verschwand dann gänzlich. Er ist auf vielen alten Karten eingezeichnet. Der See ist nicht identisch mit der Maistaller Lacke, welche heute noch existiert.
Heute sind im Bereich des ehemaligen Sees noch Feuchtwiesen und Tümpel vorhanden, über ein Rohr wird Wasser künstlich abgeleitet. Angrenzend befindet sich eine große Altlastendeponie der Stadt Kufstein, die jedoch nicht mehr betrieben wird. Ebenfalls in der Nähe befindet sich der künstlich angelegte Stimmersee.